# Reniïta
La reniïta és un mineral de la classe dels sulfurs. Rep el seu nom de la seva composició.

## Característiques
La reniïta és un sulfur de fórmula química ReS₂. Va ser aprovada com a espècie vàlida per l'Associació Mineralògica Internacional l'any 2004. Cristal·litza en el sistema triclínic. Es troba en forma de cristalls en forma de falca, mil·limètrics, normalment de color vermell fosc translúcid o negres.
Segons la classificació de Nickel-Strunz, pertany a «02.EA: Sulfurs metàl·lics, M:S = 1:2, amb Fe, Co, Ni, PGE, etc.» juntament amb els següents minerals: aurostibita, bambollaïta, cattierita, erlichmanita, fukuchilita, geversita, hauerita, insizwaïta, krutaïta, laurita, penroseïta, pirita, sperrylita, trogtalita, vaesita, villamaninita, dzharkenita, gaotaiïta, al·loclasita, costibita, ferroselita, frohbergita, glaucodot, kullerudita, marcassita, mattagamita, paracostibita, pararammelsbergita, oenita, anduoïta, clinosafflorita, löllingita, nisbita, omeiïta, paxita, rammelsbergita, safflorita, seinäjokita, arsenopirita, gudmundita, osarsita, ruarsita, cobaltita, gersdorffita, hol·lingworthita, irarsita, jol·liffeïta, krutovita, maslovita, michenerita, padmaïta, platarsita, testibiopal·ladita, tolovkita, ullmannita, wil·lyamita, changchengita, mayingita, hollingsworthita, kalungaïta, milotaïta i urvantsevita.

## Formació i jaciments
Va ser descoberta al volcà Kudriavy, a l'illa d'Iturup, a les illes Kurils (óblast de Sakhalín, Rússia).